# クロえもん
クロえもんは、むぎわらしんたろうの漫画『ドラベース ドラえもん超野球外伝』に登場する架空のネコ型ロボット。

## 主要
ドラベース ドラえもん超野球外伝の主人公である。
草野球チームの江戸川ドラーズのリーダー兼監督。誰よりも野球を愛している。
現在はドラフト会議でシロえもんとともに6球団別で指名されくじの結果で千葉マリーンズに所属している。

## 愛称
愛称は、基本「クロ」。ミケえもん・ポコえもんには「クロさん」（二軍ドラーズの人たちにもクロさんと呼ばれている）、ひろしの母親・ミカちゃんには「クロちゃん」と呼ばれている。チームメイト・トラえもんには「クロちゃん」と呼ばれている。

## 守備位置・打順
三塁手。ひろしが肩を痛めたときなどに投手もしている。ピッチャーとサードの時が多いが、WABC（ワールドアマチュアベースボールクラッシック）では相手国がひみつ道具を使い（引っ越し地図）一塁と三塁が反対になった時はファーストを務めていた。
基本は三塁手だが、先述のようにひろしが肩を痛めた時はピッチャーに入る関係でミケえもんが加入する前はメンバーが九人しかいなかったため、肩を痛めているひろしがサードに入ることがあった。他には、サードにヒョロえもんが入ることもある。
打順は五番打者。一度だけ、四番打者として出場したことがある。（これは、二軍としての試合時に四番を務めていて二軍から一軍へスイッチする時になった者であり、普段四番打者のエーモンドがクロえもんの常連・五番に入っていた）WABC（ワールドアマチュアベースボールクラッシック）でもドラーズ同様五番打者。

## 友人関係
- 江戸川ドラーズチームメイト達（トラえもん、チビえもん、スズえもん、エーモンド、ヒョロえもん、ピョコえもん、パクえもん、ミケえもん、そのほか二軍ドラーズ（グレートドラーズ）の者たち）
- ひろし

住み込みで働いている藤本家の一人息子。最初は仲が悪かったが、テレビで野球を見てキング・サダハルのプレーに感動し、同じくキングのファンだったひろしと打ち解ける。今では、立派な家族の一員であり、お互いのことを知り尽くしている。ひろしは、ドラーズのピッチャー（エース）であり肩を痛めた時などはピッチャーとして出場することもある。
- ドラえもん

最初期のドラーズのメンバーだった。実は、「江戸川ドラーズ」の名付け親であり理由は「どらねこの集まり」だから。
- みかちゃん

ドラーズのマネージャーで、ひろしの幼なじみ。
- シロえもん

ロボット養成学校時代に廊下に立たされていた時に出会う。劣等生同士仲が良かったが、体育の時間で野球をやり、打たれまくるシロに「どうせオレたちゃダメロボットなんだ」とヘタな励ましを行ったせいで絶交し、卒業後に荒川でライバルとして出会う。
- ポコえもん

ベアーズ戦以降仲良くなり、シロえもんを倒すための特訓を二人で行ったり、釣りに連れて行ったりしている。
- ドランプ
- エモル
- オレえもん

など

## 必殺技
- 満月打ち

ポコえもんから伝授された打法。大きく円を描く軌道でバットを振り回し、変化球を打つ。こちらの打法自体は数回しか使用しておらず自身でアレンジした後術の「満月大根斬り」の方が定番打法とされる。満月打ちを習得するために、山寺ベアーズのポコえもんに修行を受けた。
- 満月大根斬り（満月打ちのアレンジ打法）

投手から見て横向きの円を描く満月打ちを、縦向きの円を描くように変えた打法。打つ前に高くジャンプする必要がある。クロえもんの代名詞とも言える技で、Wボール（ホワイトボール）攻略のための初使用以降も何度も使用している。全国縦断トーナメントでは、試合球場が海にある試合場で飛びすぎて溺れるなど飛ぶことによりアクシデントも多発する。シロえもんの球を打つために考案したが、シロえもんの魔球・WWWボール（ワンダーワイドホワイトボール）はこちらの打法の届かないところにコントロールされていて無駄となり、もう一つの魔球・Worldボール（ワールドボール）では全く使用せず終わった。
- 逆満月大根斬り

投手に背中を向けて放つ満月大根斬り（捕手に顔を向ける）。球の回転のせいで前に飛ばないQボール（クイーンボール）の攻略に使用した。こちらのQボール（クイーンボール）は強力なスピンがかかっており、前述の「満月大根斬り」では打法の特徴的にキャッチャー方面へのフライとなる。そのため、スピンを逆に利用して後ろにボールを飛ばすために考案した打法。こちらのQボール（クイーンボール）はアメリカ最強・デビルキングスのピッチャー、ドランプの投げる魔球。
- 満月大根スライス斬り

回転しながら連続して満月大根斬りを放つ打法。これは、試合には利用しておらずおまけ漫画・WABC（ワールドアマチュアベースボールクラッシック）ならぬWABC（ワールドアメリカンバーガークラッシック）という命名のいわゆるハンバーガーの食べ比べに利用した。アメリカ代表・エーモンドがバットに肉をさして炎ノ打撃（ファイヤーインパクト）を魅せ、焼き肉を挟み食べていたのに対抗して和風の大根を下ろして味を薄くするというために使った。
- ブラックホール打ち

元クヌギ山バクズ・銅鑼之輔監督（どらのすけ）の言葉をヒントに、茜フライヤーズのキャプテン・エモルの対赤トンボール用にその場で生み出した打法。大きくらせん状にバットを回転させてつむじ風を発生させ、静止したボールを自らの手元に引きずり込む。最初に使用した際にはホームベースを引き剥がしてバックボードにぶつけるほどの旋風が起きた。これは、ボールの回転が止まるわけとしてエモルがボールにトンボを乗せていてその目を回せるため。こちらは回転、いわゆる変化球向けの打法になっておりのちに対戦する江戸川ボローズ・ボロ助のスプリントボールにも使用しているが全く通じない。ブラックホール打ち自体は先述の対エモル・対ボロ助以外には江戸川ラリーの時に草を刈るために使用しただけであり、クロえもん自身の打法では少ない方の打法の一つである。
- ドライバーショット

低めの球を打つ時に使う、ゴルフと同じ打法。変化の大きいWWWボール攻略に使用。バットに負担がかかるようで、初めて使用した際には先が折れてしまい打球の勢いが弱まってしまった。江戸川バファローズの野茂のフォークを打った時にバッティングマシーン3号を破壊。この結果江戸川ボローズのボロ助が誕生するきっかけとなる。エモルの赤トンボールをブラックホール打ちで引き寄せたあと、セットでこのドライバーショットを使う。低めのボールをすくうため、前述の通り地面にバットがぶつかり折れることも稀ではない。
- 一本足打法

キング・サダハルの助言とひろしの協力により生み出した打法。一点に力を込めるため、巨岩をも押し返す威力を誇る。デビルキングス率いるドランプの魔球・ロイヤルストレートフラッシュ攻略に使用した。ロイヤルストレートフラッシュはQボール同様、強力なスピンをかけているため鉄のような重い球になる。その重い球を打つため、一点に力をかけた方が打ちやすいため。元から一本足打法はマスターしており、ひろしと出会った時から練習をして、ひろしとどちらが一本足打法が上手いかなど競争をしたこともあった。
- 三日月斬り

スランプ打破のために使用した打法。満月大根斬りのアレンジで、横向きの半円を描くようにバットを振る。
- 大回転背面打ち

Worldボール（ワールドボール）攻略のためにその場で編み出した打法。どんな球でも最後はキャッチャーミットの中心に来るということを利用し、回転しながらミットスレスレを横薙ぎにする。結果は、分身するWorldボールを打ったせいか打球まで分身したがバックスクリーンはるか彼方へ本球は飛んでいった。この打法自体は一回しか使用しておらず、新ドラベースにも登場していない。

## WABC

### WABC出発時
ひろしが交通事故にあったため離陸時間わずかで空港を出たため出発便の飛行機に乗れなかったのとひろしの事故ショックで辞退を考えたがチームメイトのパクえもんやひろしの母の説得ありスズえもんの自家用高速ジェット機で試合時間ギリギリ間に合い、アメリカの試合会場に到着した。

### WABC初試合時
日本代表のチームメイト達があきらめかけていて、クロえもんがサードに入ることは難しいと考えていたが、選手達が守備位置に移動中に到着して監督（キング・サダハル）に「サードに入ればいいんですね。」と告げ三塁に入ったがチームメイトに様子がおかしいとの噂が広まった。その試合での先発ピッチャーを務めていたエモルがクロの様子がおかしいことを察知したため、三塁手ににボール向けないように工夫するため外角低めの球を投げたが、見事に打ち返されたためエモルが「しまったクロのところだ!!」と叫んでた。しかしクロえもんは、それをライナーキャッチし「WABC開幕だぜ!!」と笑顔で言っている。

## キング・サダハルとの関係
子供のころからのファンであり一本足打法を教えてもらった。自身の尊敬する人物でもあり、銅鑼之輔がキングを侮辱した時には涙を浮かべるほど。こちらのキング・サダハルは王貞治をモチーフにしていて、「王」が「キング」とカタカナに変わっただけ。

## プロ入団後
プロ入団後も無人島で練習している。